# Masters of the Universe – He-Man: Power of Grayskull
Masters of the Universe: He-Man: Power of Grayskull ist ein Computerspiel aus dem Jahre 2002 für den Game Boy Advance. Es erschien 15 Jahre nach Veröffentlichung des vorherigen Videospiels Masters of the Universe: The Movie und basiert auf der damaligen Neuauflage der Action-Figuren-Reihe Masters of the Universe. Es ist im deutschsprachigen Raum nicht offiziell erschienen.

## Spielaufbau und Endgegner
Bei Masters of the Universe: He-Man: Power of Grayskull handelt es sich um ein Hack-and-Slay-Action-Adventure im Stil der Diablo-Computerspielreihe. In 13 Leveln sieht man sich in der Rolle von He-Man mit zahllosen Gegnern konfrontiert, die es auszuschalten gilt. Um einen Level abzuschließen, muss man das Portal, das diese Gegner immer wieder hervorbringt, zerstören und einen aus der Action-Figuren-Serie bekannten Handlanger Skeletors besiegen. Im letzten Level steht man dann Skeletor gegenüber.

## Kritik
Neben dem eintönigen Leveldesign stand vor allem die mangelhafte Kollisionsabfrage in Masters of the Universe: He-Man: Power of Grayskull in der Kritik. Diese führt zu unfairen Situationen in Kämpfen mit Gegnern sowie bei der Bewältigung von Geschicklichkeitspassagen, wie dem Springen über Plattformen.